# 洞雲院 (愛知県阿久比町)
洞雲院（とううんいん）は、愛知県知多郡阿久比町にある曹洞宗の寺院。山号は龍渓山。知多四国霊場第15番札所、尾張三十三観音霊場第6番札所。徳川家康の生母である於大の方の菩提寺でもある。

## 由緒
948年（天暦2年）、菅原道真の孫である菅原雅規が開基となり、洞雲院の前身となる久松寺を創建したと伝わる。1494年（明應3年）、雅規の後裔である久松定益が曹洞宗の洞雲院として再建した。1547年（天文16年）、久松俊勝のもとに徳川家康の生母である於大の方が再嫁された。坂部城に在城の15年間に三男四女の計7人の子女が出生している。境内墓地には於大の方をはじめ、久松松平家の13基の墓がある。 毎年3月16日には、於大の方が女性の幸福招来を願って始まった観音懺法会（通称おせんぼ）が行われる。

## ギャラリー

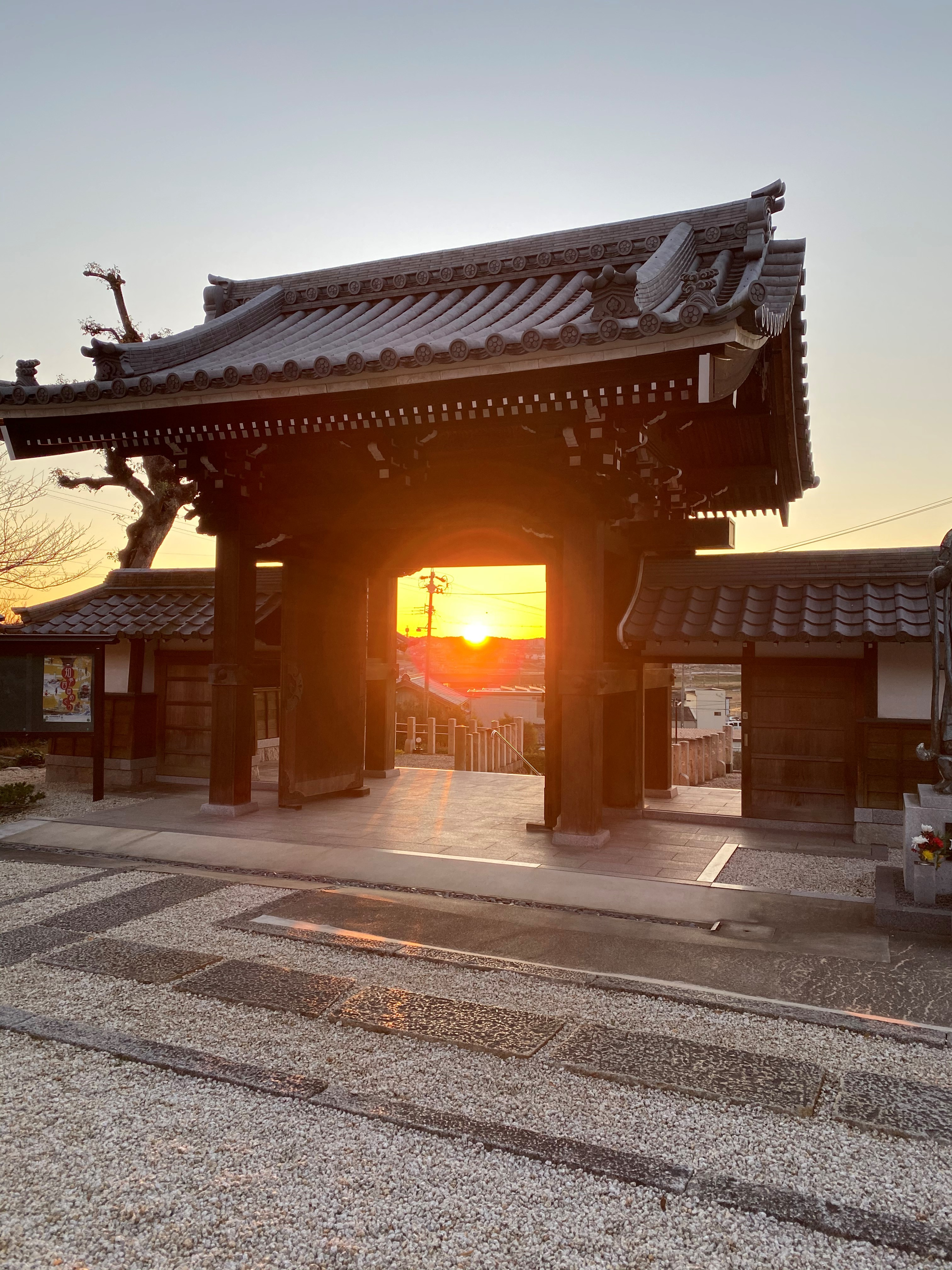
三門（2021年12月）